# Eucalyptus carnea
Eucalyptus carnea ist eine Pflanzenart innerhalb der Familie der Myrtengewächse (Myrtaceae). Sie kommt an der Ostküste Australiens vom östlichen New South Wales zum südöstlichen Queensland vor und wird dort „Thick-leaved Mahogany“ genannt.

## Beschreibung

### Erscheinungsbild und Blatt
Eucalyptus carnea wächst als Baum, der Wuchshöhen von bis zu 30 Meter erreicht. Die dünne Borke verbleibt am gesamten Baum, ist grau bis rotbraun und fasrig. Die kleinen Zweige besitzen eine grüne Rinde. Öldrüsen gibt es weder im Mark noch in der Borke.
Bei Eucalyptus carnea liegt Heterophyllie vor. Die Laubblätter an jungen Exemplaren sind breit-lanzettlich, sichelförmig gebogen und matt grau-grün. An mittelalten Exemplaren sind die gestielten Laubblätter bei einer Länge von etwa 15 Zentimeter und einer Breite von etwa 1 Zentimeter breit-lanzettlich, gerade, ganzrandig und glänzend grün. Die Blattstiele an erwachsenen Exemplaren sind bei einer Länge von 10 bis 22 Millimeter schmal abgeflacht oder kanalförmig. Die auf Ober- und Unterseiten gleichfarbig matt grau-grünen Blattspreiten an erwachsenen Exemplaren sind bei einer Länge von 6 bis 18 Zentimeter und einer Breite von 1,5 bis 4,0 Zentimeter lanzettlich oder breit-lanzettlich, relativ dick, sichelförmig gebogen, an der Spreitenbasis stumpf und besitzen ein spitzes oberes Ende. Die kaum erkennbaren Seitennerven gehen in mittleren Abständen in einem spitzen oder stumpfen Winkel vom Mittelnerv ab. Die Keimblätter (Kotyledone) sind nierenförmig.

### Blütenstand und Blüte
An einem im Querschnitt schmal abgeflachten oder kantigen, 9 bis 25 Millimeter langen Blütenstandsschaft stehen in einem einfachen Blütenstand sieben bis elf Blüten zusammen. Der Blütenstiel ist von 3 bis 7 Millimeter lang und kantig. Die nicht blaugrün bemehlt oder bereiften Blütenknospen sind bei einer Länge von 6 bis 9 mm und einem Durchmesser von 3 bis 4 Millimeter ei- oder spindelförmig. Die Kelchblätter bilden eine Calyptra, die bis zur Blüte (Anthese) vorhanden bleibt. Die glatte Calyptra ist konisch bis schnabelförmig, doppelt bis gleich lang wie der glatte Blütenbecher (Hypanthium) und schmaler als dieser. Die Blüten sind weiß oder cremeweiß.

### Frucht
Die gestielte Frucht ist bei einer Länge von 5 bis 8 Millimeter und einem Durchmesser von 5 bis 9 Millimeter halbkugelig und drei- bis fünffächerig. Der Diskus ist flach und schmal eingedrückt oder angehoben, die Fruchtfächer stehen auf Höhe des Randes.

## Vorkommen
Das natürliche Verbreitungsgebiet von Eucalyptus carnea ist die Ostküste Australiens von Sydney in New South Wales bis Bundaberg in Queensland sowie die anschließenden Osthänge der Great Dividing Range.
Eucalyptus carnea wächst weit verbreitet und häufig in trockenen Hartlaubwäldern auf flachen Lehmböden über Schiefergestein.

## Taxonomie
Die Erstbeschreibung von Eucalyptus carnea erfolgte 1906 durch Richard Thomas Baker in Proceedings of the Linnean Society of New South Wales, Volume 31, S. 303, Tafel XXIII. Das Typusmaterial weist die Beschriftung Wadell; Dunoon, Richmond River; Lismore (W. Bäuerlen) auf. Das Artepitheton carnea ist vom lateinischen Wort carneus für fleischfarben abgeleitet und bezieht sich auf die Farbe des Kernholzes. Synonyme für Eucalyptus carnea R.T.Baker sind: Eucalyptus acmenoides var. carnea (R.T.Baker) Maiden. Eucalyptus umbra subsp. carnea (R.T.Baker) L.A.S.Johnson, Eucalyptus acmenioides var. carnea Maiden orth. var., Eucalyptus triantha var. carnea Domin nom. illeg.

## Nutzung
Das Kernholz von Eucalyptus carnea ist rosa-braun, hart und hat ein spezifisches Gewicht von etwa 925 kg/m³. Das Holz wird, wie das von Eucalyptus acmenoides, als Bau- und Möbelholz und für den Boots- und Wagenbau verwendet. Es dient beispielsweise für den Bau von Piers und Stegen, zur Herstellung von Eisenbahnschwellen, Böden und Verkleidungen.